# Monetáris bázis
A monetáris bázist (M0) központi bank által kibocsátott, forgalomban lévő készpénz és a hitelintézeteknek a jegybanknál vezetett, nem lekötött számlapénze alkotja. Ezek azok a bankszámlák, amelyeken a hitelintézetek a mindennapi működésükhöz szükséges likviditást tartják, valamint ez szolgál tartalékkötelezettségük teljesítésére is. Ezeket összefoglaló néven a banki tartalékoknak nevezzük.
A gazdaságban forgó teljes pénzmennyiség csak közvetve függ a monetáris bázistól, mivel a kereskedelmi bankok által nyújtott hitelek révén a pénzteremtéshez, a bankpénz létrehozásához nincs szükség előzetesen jegybanki pénzre. A fejlett gazdaságokban a jegybankok tartalékrátája azonban jellemzően olyan alacsony (a 2020-as években 1% az eurózónában), hogy nincs korlátozó hatása a kereskedelmi bankok pénzteremtésére.

## Tartalma
A monetáris bázis, az M0 nem tartozik bele a gazdaság pénzkínálatába, hiszen a pénzteremtő szektorok egyes követeléseit is tartalmazza, ám általában együtt tárgyalják a többi monetáris aggregátummal (M1, M2, M3...). Az M0 a jegybankmérleg következő forrásoldali tételeinek összege:
- az összes forgalomban lévő bankjegy és érme havi átlagállománya,
- az egyéb monetáris pénzügyi intézmények bankszámlabetéteinek és egynapos lekötésű betéteinek havi átlagállománya.

## Jelentősége
A monetáris bázis az úgynevezett pénzmultiplikátor folyamat alapja, azaz a jegybank a monetáris bázis állományának változtatásával befolyásolja a pénzmennyiségek
alakulását.

## A monetáris bázis helye a teljes pénzkínálatban
|                            | A belföldi bankok és hitelintézetek hitelvolumenei + A bankok külföldi nettó követelései - Pénztőke - A haza nyilvános gazdasági egységek betétei a központi bankban - Más betétek |                                                                            |                                                                            | |                                                               |                                    |
| Az M3 monetáris aggregátum | Az M3 monetáris aggregátum | Az M3 monetáris aggregátum                                                 | Az M3 monetáris aggregátum                                                 | Pénztőke Takarékbetétek rögzített lejárattal, takaréklevelek, banki kötvények, banki tőke és tartalékok | A bankok és a központi bank külföldi kötelezettségei          |                                    |
| Az M2 monetáris aggregátum | Az M2 monetáris aggregátum | Az M2 monetáris aggregátum                                                 | Megtakarítások A belföldi nem-bankok rögzített lejáratú betétei a bakokban | Pénztőke Takarékbetétek rögzített lejárattal, takaréklevelek, banki kötvények, banki tőke és tartalékok | A bankok és a központi bank külföldi kötelezettségei          |                                    |
| Az M1 monetáris aggregátum | Az M1 monetáris aggregátum | Kvázi pénz Belföldi nem-bankok betétei a bankokban négy éves lejárat alatt | Megtakarítások A belföldi nem-bankok rögzített lejáratú betétei a bakokban | Pénztőke Takarékbetétek rögzített lejárattal, takaréklevelek, banki kötvények, banki tőke és tartalékok | A bankok közötti kötelezettségek többlete                     |                                    |
| Kötelező tartalékok        | Készpénz Bankjegyek és pénzérmék a bankok pénztári készletei nélkül | Kvázi pénz Belföldi nem-bankok betétei a bankokban négy éves lejárat alatt | Megtakarítások A belföldi nem-bankok rögzített lejáratú betétei a bakokban | Pénztőke Takarékbetétek rögzített lejárattal, takaréklevelek, banki kötvények, banki tőke és tartalékok | Látra szóló betétek (belföldi nem-bankok betétei a bankokban) | Hitelek a készpénz letétek alapján |
| Monetáris bázis            | Monetáris bázis |                                                                            |                                                                            | | A haza nyilvános gazdasági egységek központi banki betétei    |                                    |
| Monetáris bázis            | Monetáris bázis | Zsirópénz                                                                  |                                                                            | |                                                               |                                    |
| Pénz                       | |                                                                            |                                                                            | |                                                               |                                    |

## Fordítás
Ez a szócikk részben vagy egészben  a   Monetäre Basis című német Wikipédia-szócikk ezen változatának fordításán alapul.  Az eredeti cikk szerkesztőit annak laptörténete sorolja fel. Ez a jelzés csupán a megfogalmazás eredetét és a szerzői jogokat jelzi, nem szolgál a cikkben szereplő információk forrásmegjelöléseként.